# Flygsystem 2020
Flygsystem 2020 или FS 2020 — проект истребителя пятого поколения компании SAAB для ВВС Швеции, который, как ожидается, заменит главный истребитель четвертого поколения ВВС Швеции JAS-39 Gripen. На данный момент проект находится в стадии разработки, в открытых источниках информации о нем мало. Официальных заявлений о текущей стадии разработки не было.

## Описание
Исходя из опубликованных SAAB изображениях, самолет будет одномоторным. Аналогично его предшественникам Saab 37 Viggen и JAS-39 Gripen, самолет будет иметь аэродинамическую схему "Утка".